# Abstract Window Toolkit

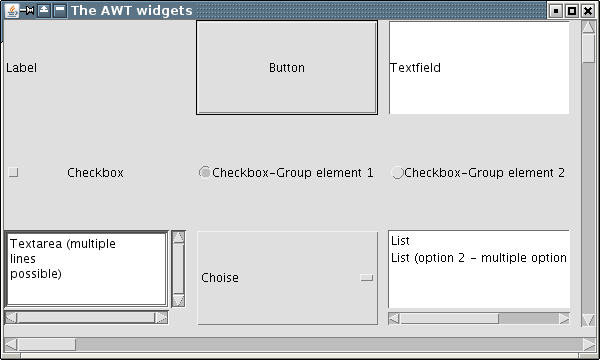
AWT-Elemente auf GNU/Linux, das Athena Widget set benutzend

Das Abstract Window Toolkit (AWT) ist ein  GUI-Toolkit der Java Foundation Classes (JFC) und stellt eine Standard-API zur Erzeugung und Darstellung einer plattformunabhängigen grafischen Benutzerschnittstelle (GUI) für Java-Programme dar.
AWT stellt das so genannte Heavyweight-Framework zur Darstellung von Steuerelementen (auch Widgets genannt) dar. Das bedeutet, dass AWT die nativen GUI-Komponenten des jeweiligen Betriebssystems zur Darstellung verwendet. Diese nativen GUI-Komponenten werden Peer (englisch für „Partner“) genannt. Heavyweight, also schwergewichtig, heißen diese Komponenten, weil teilweise umfangreiche Betriebssystem-Ressourcen mit ihnen verbunden sein können.
Als ernsthafte Alternativen stehen Swing für plattformunabhängige leichtgewichtige Oberflächen und SWT ebenfalls als plattformunabhängige schwergewichtige Oberflächen zur Verfügung.

## Versionen
- 1.0.x
- 1.1.x – Ab JDK 1.1 enthalten

Die Version 1.1.x bietet beispielsweise wesentlich einfachere Handhabung von Listenern. Die Version 1.0.x spielt in der Praxis keine Rolle mehr und wird nur noch aus Kompatibilitätsgründen verwendet.